# Oreneta gorja-ratllada
L'oreneta gorja-ratllada (Petrochelidon fluvicola) és una espècie d'ocell de la família dels hirundínids (Hirundinidae). Es troba a Afganistan, Bangladesh, l'Índia, Nepal i Pakistan Els seus hàbitats principals són les praderies seques tropicals i subtropicals, els cursos d'aigua, els llacs, les terres llaurades, les pastures, les àrees urbanes i els canals de drenatge i lesséquies. El seu estat de conservació es considera de risc mínim.